# Theodor Malm
Bror Theodor „Todde“ Malm (* 23. Oktober 1889 in Stockholm; † 2. Oktober 1950 ebenda) war ein schwedischer Fußballnationalspieler.

## Laufbahn
Malm spielte bei AIK. 1908 gehörte er der schwedischen Auswahl an, die am 12. Juli das erste Länderspiel der Verbandsgeschichte bestritt. Gegen Norwegen gab es einen 11:3-Erfolg. Malm gehörte bei den Olympischen Spielen 1908 und 1912 zum schwedischen Aufgebot. Beim ersten Turnier bestritt er das einzige Spiel der schwedischen Nationalelf während des Wettbewerbs. Die 1:12-Niederlage gegen England ist die höchste Niederlage der Verbandsgeschichte. Beim zweiten Turnier saß er nur auf der Reservebank. Insgesamt bestritt er 26 Länderspiele.